# کستل بولونیزه
کستل بولونیزه (به ایتالیایی: Castel Bolognese) یک کومونه در ایتالیا است که در استان راونا واقع شده‌است.

## خصوصیات
کستل بولونیزه ۳۲٫۳ کیلومترمربع مساحت و ۹٬۰۲۵ نفر جمعیت دارد و ۳۲ متر بالاتر از سطح دریا واقع شده‌است.

## خواهرخوانده
شهرهای ابستوماند و Belsh خواهرخوانده‌های کستل بولونیزه هستند.